# Acuerdo de normalización de las relaciones entre Emiratos Árabes Unidos e Israel
El acuerdo de paz entre los Emiratos Árabes Unidos e Israel (o los Acuerdos de Abraham) fue acordado por los Emiratos Árabes Unidos (EAU) e Israel el 13 de agosto de 2020. Tras firmar el acuerdo, los EAU son el tercer país árabe, después de Egipto en 1979 y Jordania en 1994, en firmar un acuerdo de paz con Israel, así como el primer país del Golfo Pérsico en hacerlo. El tratado normaliza las relaciones entre los dos países. Al mismo tiempo, Israel acordó suspender los planes para la anexión del Valle del Jordán. Dicho acuerdo fue ratificado y firmado entre Israel y los EAU el 15 de septiembre de 2020 en la Casa Blanca.

## Antecedentes
Ya en 1971, año en que los EAU se convirtieron en un país independiente, el primer presidente de los EAU, el Jeque Zayed bin Sultan Al Nahyan, se había referido a Israel como "el enemigo". En noviembre de 2015, Israel anunció que abriría una oficina diplomática en los EAU, lo que sería la primera vez en más de una década que Israel tenía una presencia oficial en el Golfo Pérsico. En agosto de 2019, el ministro de Asuntos Exteriores de Israel hizo una declaración pública sobre la cooperación militar con los EAU en medio de las crecientes tensiones con Irán.
En los meses anteriores al acuerdo, Israel había estado trabajando en secreto con los Emiratos Árabes Unidos para luchar contra la pandemia COVID-19. Los medios de comunicación europeos informaron de que el Mossad había obtenido discretamente equipos sanitarios de los Estados del Golfo. Benjamin Netanyahu, el primer ministro de Israel, informó a finales de junio de 2020 de que los dos países cooperaban en la lucha contra el coronavirus y que el jefe del Mossad, Yossi Cohen, había viajado numerosas veces a los EAU. Sin embargo, los Emiratos Árabes Unidos parecieron restarle importancia a esto unas horas más tarde al revelar que se trataba de un mero acuerdo entre empresas privadas y no a nivel estatal.
El movimiento también se produce después de la terminación del acuerdo nuclear iraní por la administración Trump y las persistentes sospechas israelíes de que el programa nuclear iraní incluía un programa para desarrollar supuestamente capacidades de bombas atómicas, algo que Teherán ha negado reiteradamente. Actualmente, Irán y Arabia Saudita están comprometidos en apoyar a diferentes facciones en guerras por poder desde Siria a Yemen, con los Emiratos Árabes Unidos apoyando la coalición liderada por los saudíes y patrocinada por los Estados Unidos contra las fuerzas aliadas de Irán. En los últimos años, las relaciones informales de los países se activaron considerablemente y se comprometieron en una extensa cooperación no oficial basada en su oposición conjunta al programa nuclear de Irán y a su creciente influencia regional.
El acuerdo también se llama oficialmente el "Acuerdo de Abraham" en honor a Abraham, el patriarca de las tres principales religiones abrahámicas del mundo: el judaísmo, el islam y el cristianismo.
El acuerdo representó un importante cambio de política para Netanyahu, que durante mucho tiempo había presionado para aumentar los asentamientos en la Ribera Occidental ocupada, con el objetivo de anexionar el territorio. Netanyahu se enfrentó a presiones políticas para demostrar flexibilidad, ya que las recientes elecciones le dieron una escasa mayoría en un gobierno de coalición y se enfrentó a un proceso penal en 2021. En 2019, el gobierno de Trump dio marcha atrás a décadas de política estadounidense al declarar que los asentamientos de Cisjordania no violaban el derecho internacional, una decisión que amenazaba la solución de dos Estados que durante mucho tiempo se había considerado la clave para una paz duradera entre Israel y los palestinos. La política de Oriente Medio de la administración Trump, elaborada por el asesor superior del presidente Jared Kushner y publicada en enero de 2020, aprobó el plan de Netanyahu de anexar los asentamientos existentes. Después de que Yousef Al Otaiba, el embajador de los EAU en los Estados Unidos, escribiera un artículo de opinión en junio de 2020 en el que advertía que la anexión amenazaría la mejora de las relaciones entre Israel y el mundo árabe, Kushner vio una oportunidad e intervino para facilitar las conversaciones. Después de que los negociadores llegaran a un acuerdo, Trump, Netanyahu y el Príncipe Heredero de los EAU, Mohammed bin Zayed, celebraron una conferencia telefónica inmediatamente antes de un anuncio oficial.

## Contenido
El 13 de agosto de 2020, el Ministro de Asuntos Exteriores de los EAU, Anwar Gargash, anunció el acuerdo para normalizar las relaciones con Israel diciendo que su país quería hacer frente a las amenazas que enfrentaba la solución de dos Estados, específicamente la anexión de los territorios palestinos, e instando a los palestinos e israelíes a volver a la mesa de negociaciones.
Según el presidente de los Estados Unidos, Donald Trump, y el Primer Ministro israelí, Benjamin Netanyahu, «Israel y los Emiratos Árabes Unidos normalizarán plenamente sus relaciones diplomáticas". Intercambiarán embajadas y embajadores y comenzarán a cooperar en todos los ámbitos y en una amplia gama de áreas que incluyen el turismo, la educación, la salud, el comercio y la seguridad».
Una declaración conjunta emitida por Trump, Netanyahu, y Zayed, dice: «Este histórico avance diplomático hará avanzar la paz en la región del Oriente Medio y es un testimonio de la audaz diplomacia y visión de los tres líderes y del coraje de los Emiratos Árabes Unidos e Israel para trazar un nuevo camino que desbloqueará el gran potencial de la región». Los Emiratos Árabes Unidos dijeron que seguirían apoyando al pueblo palestino y que el acuerdo mantendría la perspectiva de una solución de dos Estados entre Israel y Palestina. Sin embargo, a pesar del acuerdo, Netanyahu declaró que la reivindicación de la soberanía de Israel sobre el Valle del Jordán seguía en la agenda y sólo estaba congelada por el momento.
Zayed tuiteó que «Los Emiratos Árabes Unidos e Israel también acordaron cooperar y establecer una hoja de ruta hacia el establecimiento de una relación bilateral».
El acuerdo de paz fue firmado en la Casa Blanca el 15 de septiembre de 2020.